# Miquel Alenyà Fuster
Miquel Alenyà Fuster   (Palma, 1939 - Palma, 11 de maig de 2023) fou un economista i crític d'art de les Illes Balears.
Va ser president de l'OCB el 1987-1989, director gerent de la Fundació Sa Nostra de Caixa de Balears, president de la Creu Roja de les Illes Balears el 2004, membre del Consell Econòmic i Social de les Illes Balears i des del 2007 al 2009 president de l'Acadèmia de Belles Arts de Sant Sebastià.
Miquel Alenyà destacà també per les seves aportacions en el camp de la cultura com a col·laborador de la Gran Enciclopèdia de Mallorca, fou membre del consell editorial del Diari de Balears i col·laborador del seu suplement cultural L’Espira. Publicava articles a la premsa illenca sobretot sobre pintura illenca, però també amb altres temes com el turisme, cinema, música, cultura, etc. Publicà articles d'investigació dels pintors Antoni Fuster Fortesa (1987), Ricard Anckermann (1991), Joan Bauzà Mas (1992), Llorenç Cerdà (1993), Joan Fuster (1995), Pere Quetglas, Xam (1995) o Bruno Beran (2004). A més, va formar part del consell de direcció de la Gran enciclopèdia de la pintura i l’escultura a les Balears.
Analitzà les relacions econòmiques existents entre els antics països de la Corona d'Aragó. El 2000 va rebre el Premi Ramon Llull en reconeixença als seus mèrits en el camp de l'anàlisi econòmica.
L'any 2010, el Govern de les Illes Balears li va concedir el Premi Antoni Monserrat en reconeixement del mèrit estadístic.

## Obres
- Baleares y el coste de su autonomía: debate contra un prejuicio (1978)
- Una política econòmica per a les nostres illes (1979)
- Introducció a l'economia de les Balears (1984)
- La pintura moderna a Mallorca (1830-1970) (Palma, Ajuntament de Palma, 1996)
- Del meu record. Memòries 1939-2017 (Palma, Lleonard Muntaner, 2017)